# Rallye de France-Alsace 2011
Le Rallye de France-Alsace 2011, disputé du 29 septembre au 2 octobre 2011 en Alsace, est la 11e manche de la saison 2011 du championnat du monde des rallyes (WRC). Il s'agit de la deuxième édition du Rallye de France-Alsace, qui remplace en 2010 le Tour de Corse en tant que manche française du championnat du monde WRC.
Sébastien Ogier gagne son cinquième rallye de la saison. Il prend la tête le deuxième jour après une rude bataille avec Dani Sordo et Petter Solberg. Sébastien Loeb abandonne sur ennuis mécaniques le premier jour. Sordo obtient le meilleur résultat de Mini depuis le retour de cette marque en WRC. Mikko Hirvonen monte sur la troisième marche du podium grâce au déclassement de Petter Solberg pour voiture trop légère et à une pénalité volontaire de Jari-Matti Latvala (pointage en avance de deux minutes à l'avant dernière spéciale).
Ce rallye donne lieu à un regroupement en tête du championnat : alors qu'il ne reste plus que deux rallyes à disputer, les trois premiers se tiennent en trois points. Hirvonen revient au même niveau que Loeb qui garde la première place du classement grâce au nombre de victoires (quatre contre deux). Grâce à sa victoire, Ogier se rapproche à trois points de l'Alsacien et du Finlandais.

## Contexte avant le rallye

Logo du rallye de France-Alsace 2011

### Renégociation du contrat du Rallye de France-Alsace
Rallye Alsace-Vosges, Rallye de France-Alsace 2010

### Règlementation relative à l'ordre de départ
,

,

,

,

,

### Parcours du rallye
Le rallye comporte 23 spéciales, aussi dénommée épreuves spéciales (ES),,
,
,

### Positions au championnat du monde

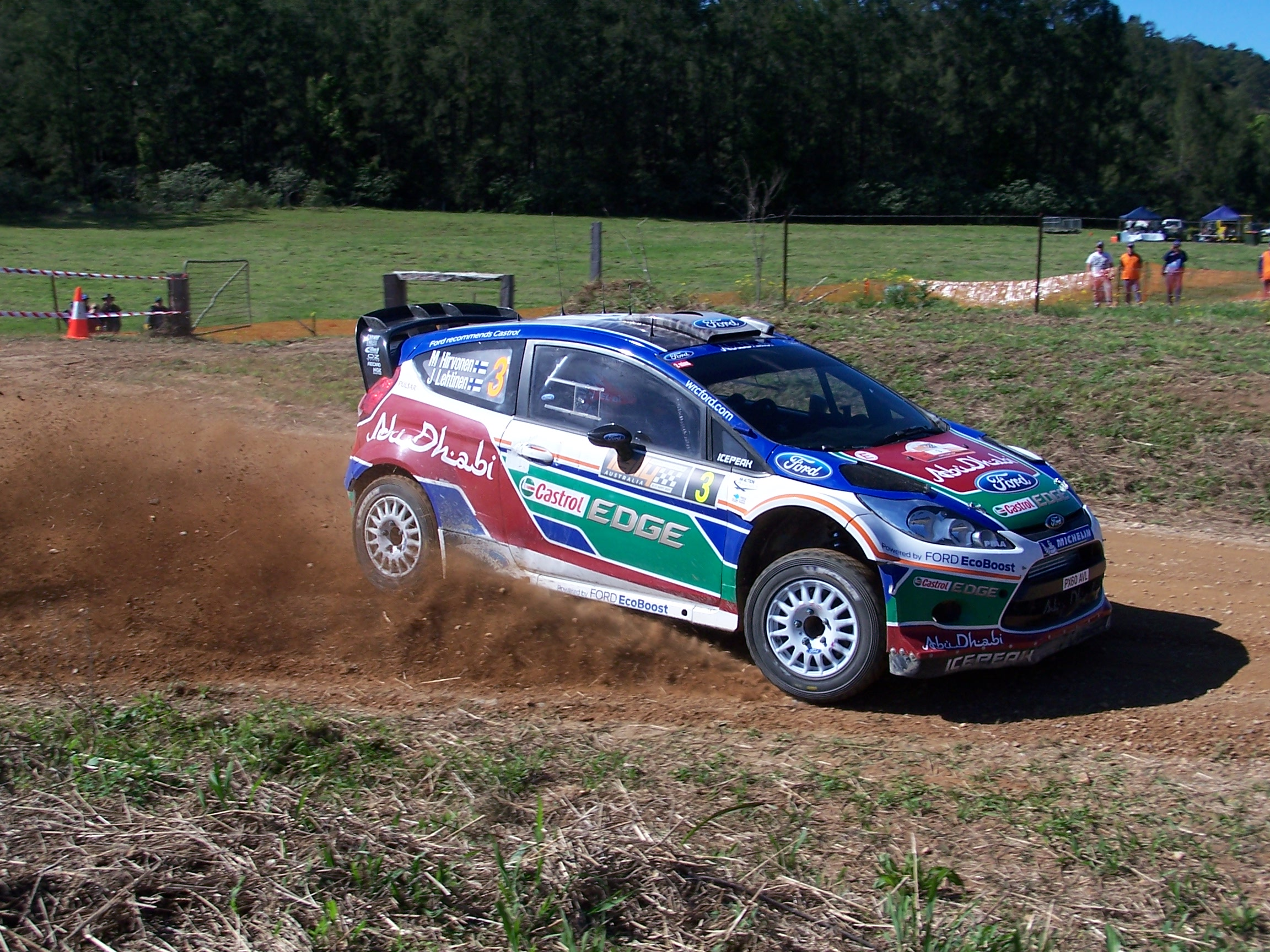
Mikko Hirvonen remporte la manche précédente du championnat en Australie.

| Rang | Pilotes            | Points | Constructeurs            | Points |
| ---- | ------------------ | ------ | ------------------------ | ------ |
| 1    | Sébastien Loeb     | 196    | Citroën Total WRT        | 347    |
| 2    | Mikko Hirvonen     | 181    | Ford Abu Dhabi WRT       | 285    |
| 3    | Sébastien Ogier    | 167    | M-Sport Stobart Ford WRT | 117    |
| 4    | Jari-Matti Latvala | 116    | Petter Solberg WRT       | 98     |
| 5    | Petter Solberg     | 110    | Munchi's Ford WRT        | 32     |

### Participants
Ce sont au total 66 équipages qui sont inscrits au Rallye de France-Alsace. Parmi ceux-ci, 18 sont classés dans la catégorie principale FIA Priority 1. Il s'agit des équipages WRC pouvant marquer de points au championnat constructeur ou de ceux roulant des voitures WRC et nommés par un constructeur. Dix autres équipages font partie de la catégorie FIA Priority 3 et disputent le championnat S-WRC. Deux équipages sont classés FIA Priority 2 grâce à leurs résultats passés même s'ils ne disputent pas le championnat du monde, les autres n'étant classés dans aucune de ces trois catégories,.

#### Pilotes participant au championnat des constructeurs

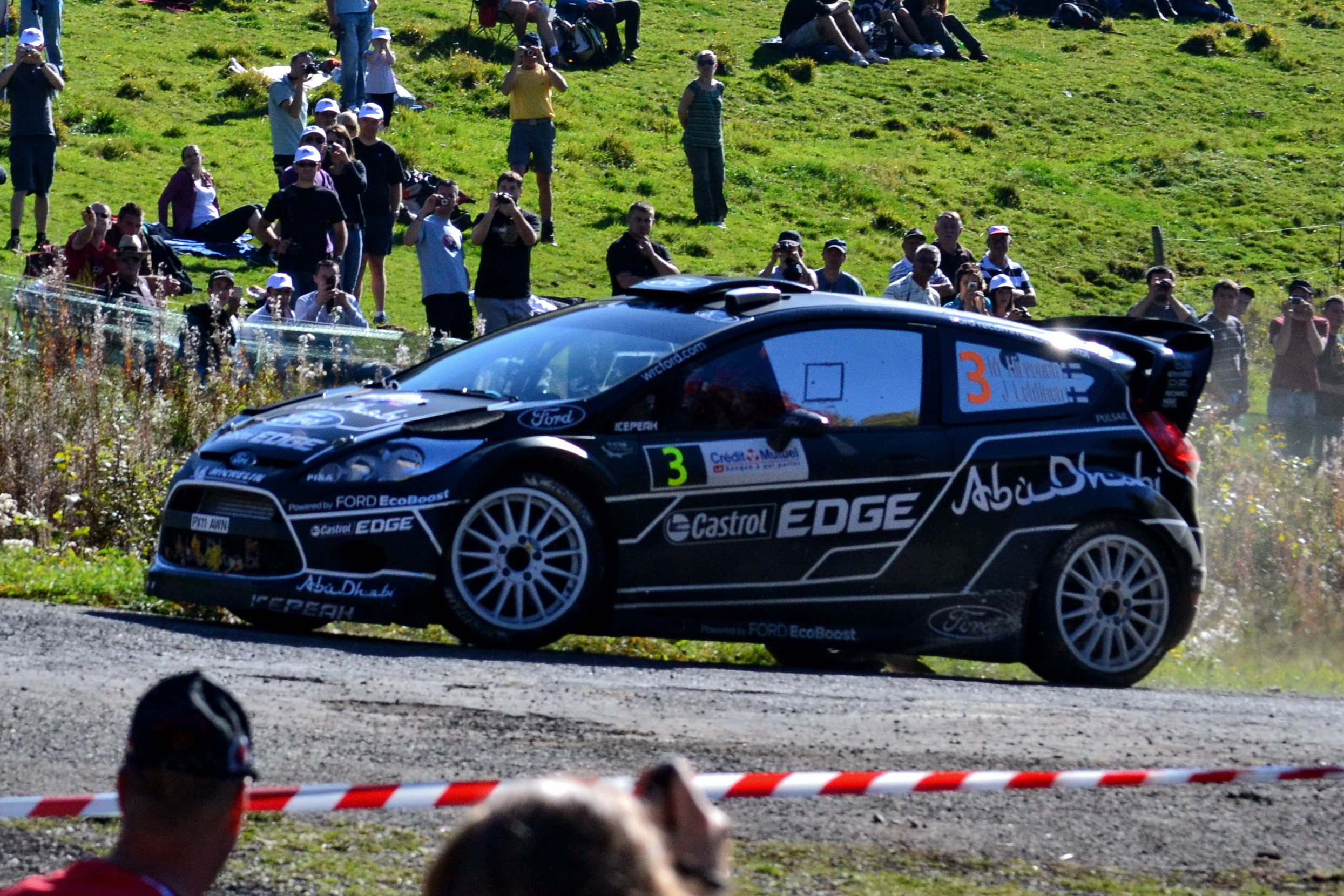
La Fiesta RS WRC de l'équipe Ford WRT change de couleur pour le Rallye de France-Alsace.

Parmi les 18 voitures de la catégorie FIA Priority 1, 12 participent au championnat constructeur :
- Les pilotes de l'écurie Citroën Racing Sébastien Loeb et Sébastien Ogier[16].
- Mikko Hirvonen et Jari-Matti Latvala de l'écurie Ford World Rally Team. Leur Fiesta RS WRC change d'apparence pour ce rallye et prend la couleur noire, les inscriptions et les logos étant blancs[17].
- Matthew Wilson et Mads Østberg de l'écurie M-Sport Stobart Ford WRT[18].
- Dennis Kuipers (en) de l'équipe FERM Power Tools WRT.
- Khalid Al-Qassimi du Team Abu Dhabi.
- Petter Solberg, Daniel Oliveira (en), Peter Van Merksteijn, Jr. (en) et Ken Block.

Parmi les participants on compte également des pilotes privés, dont Petter Solberg, Kimi Räikkönen et Peter Van Merksteijn, Jr. (en)
,

,

,

#### Autres pilotesFIA Priority 1
Après un abandon dans cette épreuve la saison précédente, le pilote privé Kimi Räikkönen participe au Rallye de France-Alsace 2011 sur un terrain qui lui convient : « J’aime le pilotage sur terre, mais l’asphalte reste plus naturel pour moi. Je vais aborder le rallye de la même façon que les autres : en essayant d’éviter les erreurs pour boucler un maximum de kilomètres et prendre de l’expérience ». Räikkönen et son équipe Ice 1 Racing ne peuvent néanmoins pas marquer de points pour le championnat du monde. Ils ont en effet été exclus des championnats pilotes et constructeurs après le rallye précédent en Australie pour non-respect du règlement sportif. L'équipe devait participer aux rallyes qu'elle a désignés en début de saison, parmi lesquels deux hors d'Europe, la Jordanie et l'Australie. En ne prenant pas le départ en Australie, l'équipe a contrevenu au règlement et ne marquera plus de points cette saison.
Le Mini World Rallye Team, dont c'est la première saison en championnat WRC, dispute en Alsace son quatrième rallye sur six prévus sur l'ensemble de la saison. La Mini Countryman WRC est conduite par les deux pilotes officiels Dani Sordo et Kris Meeke. Après un premier podium acquis par Daniel Sordo au Rallye d'Allemagne 2011, le patron de l'équipe David Richards est ambitieux pour la Rallye Alsace : « Dani et Kris ont prouvé que la Mini était très compétitive sur asphalte. Comme en Allemagne, nous allons en France pour montrer la performance de la voiture et essayer d’amener les deux pilotes à l’arrivée à de bonnes positions ».
En plus de Mads Østberg et Matthew Wilson, l'écurie M-Sport Stobart Ford WRT présente deux autres pilotes au Rallye Alsace : Evgeny Novikov et Henning Solberg. Ceux-ci ne peuvent en revanche pas inscrire de points pour le championnat du monde constructeurs. Le double champion du monde en catégorie P-WRC Armindo Araújo est inscrit pour le compte de l'écurie Motorsport Italia au volant d'une Mini WRC privée.

#### Autres pilotes
Les deux pilotes classés FIA Priority 2 sont Pierre Campana et Yvan Muller. Pierre Campana est engagé sur une Mini Countryman WRC au sein de l'équipe de France soutenue par la Fédération française du sport automobile (FFSA). Ce jeune pilote, retenu par la FFSA pour « son profil sportif et ses performances d’ensemble », participe à sa deuxième épreuve WRC après le Rallye d'Allemagne 2011 qu'il termine à une honorable 18e place,. Yvan Muller, championnat du monde en titre des voitures de tourisme, s'aligne au volant d'une Peugeot 207 S2000 pour sa deuxième expérience en WRC après sa participation au Rallye de France-Alsace 2010. À bord d'une Citroën Xsara WRC il avait terminé à une décevante 42e place en 2010 en raison notamment d'une panne d'essence qui lui coûte vingt minutes de pénalité,.

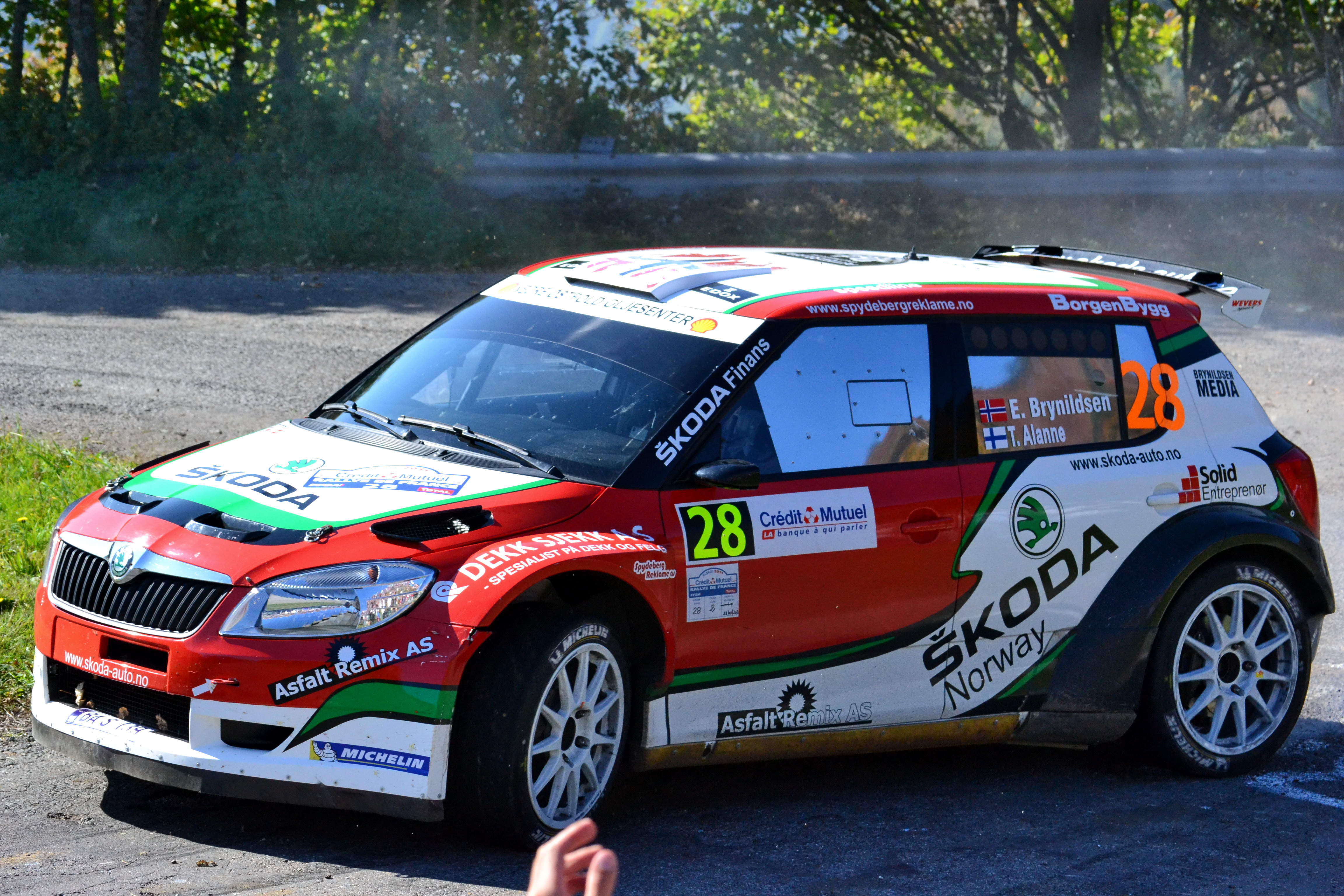
La Skoda Fabia S2000 du pilote Eyvind Brynildsen en catégorie S-WRC pendant le rallye

Dix pilotes participent au championnat du monde Super 2000 (S-WRC). Parmi ceux-ci, les trois premiers au championnat : le Finlandais Juho Hänninen qui conduit une Škoda Fabia S2000, l'Estonien Ott Tänak et le Tchèque Martin Prokop, tous deux au volant d'une Ford Fiesta S2000. Deux autres pilotes courent sur Skoda Fabia S2000 (Eyvind Brynildsen et Hermann Gassner), quatre autres sur Ford Fiesta S2000 (Nasser Al-Attiyah, Julien Maurin, Bernardo Sousa (en) et Frigyes Turán (en)), alors qu'une Fiat Abarth Grande Punto S2000 est pilotée par Albert Llovera.

## Déroulement

### Reconnaissances et shakedown
Les équipages ont la possibilité de reconnaître les itinéraires des différentes spéciales du rallye dans la semaine précédant l'épreuve. Ces reconnaissances se déroulent les mardi 27 septembre de 7 h 30 à 22 h et le lendemain de 7 h 30 à 21 h.
Le shakedown a lieu le jeudi 29 septembre de 8 h à 12 h au cours d'une spéciale longue de 2,36 km ayant lieu au Parc des sports de Hautepierre à 400 mètres du parc d'assistance. Durant le shakedown, qui est une « séance officielle de mise au point sur un tronçon fermé à la circulation », chaque équipage doit effectuer quatre passages au minimum. À partir de 2012, le shakedown sera plus qu'un simple spectacle puisqu'il permettra au pilote le plus rapide de choisir sa position au départ le lendemain lors de la première étape.
Le meilleur temps du shakedown est réalisé par Sébastien Loeb, qui lors de ses quatre passages parvient à améliorer son temps de 1 min 50 s 6 à 1 min 47 s 1. Il est suivi par deux pilotes, Sébastien Ogier sur Citroën qui fait passer son temps de 1 min 50 s 1 à 1 min 47 s 3 et Dani Sordo sur Mini qui termine à égalité avec Ogier. Le premier pilote Ford est Jari-Matti Latvala, qui se classe quatrième avec un temps de 1 min 47 s 9. Celui-ci est suivi dans l'ordre par Petter Solberg, cinquième en 1 min 48 s 1, Kris Meeke, sixième en 1 min 48 s 2, Henning Solberg, septième en 1 min 48 s 3, Kimi Räikkönen, huitième en 1 min 48 s 5, Matthew Wilson, neuvième en 1 min 48 s 6, et Mikko Hirvonen, dixième en 1 min 48 s 9,,
,
,

### Première étape - Abandon de Loeb, Sordo leader surprise

#### Premier passage, ES1-ES4
La première étape du rallye est disputée vendredi 30 septembre 2011 à partir de 7 h 48. La première spéciale, l'ES1 Klevener 1, est relativement courte (9,68 km). La route est étroite et le revêtement, qui « va en se réchauffant », se salit de plus en plus au passage des différents concurrents, alors que Jari-Matti Latvala s'attendait à une route plus propre. Sébastien Loeb fait le choix de rouler en pneus durs Michelin, malgré une certaine difficulté à les faire monter en température. Après sa crevaison au Rallye d'Allemagne 2011, qui lui fait perdre la tête du classement, il décide d'emporter dans sa Citroën DS3 WRC deux pneus de secours au lieu d'un seul en règle générale. Ses pneus étant encore froids le matin, Loeb ne prend pas trop de risques dans cette spéciale et réalise malgré tout le meilleur temps de l'ES1 en 5 min 41,7 s. Il devance de 2,6 s le Finlandais Latvala, roulant lui en gommes Michelin tendres, et qui abime légèrement l'arrière de la carrosserie de sa Ford Fiesta RS WRC sur le parcours. Les trois poursuivants sont Sébastien Ogier, Petter Solberg et Mads Østberg, tous en gommes dures. Kimi Räikkönen se classe neuvième à 10,6 s après une sortie de route dans un fossé consécutive à un freinage raté,,.

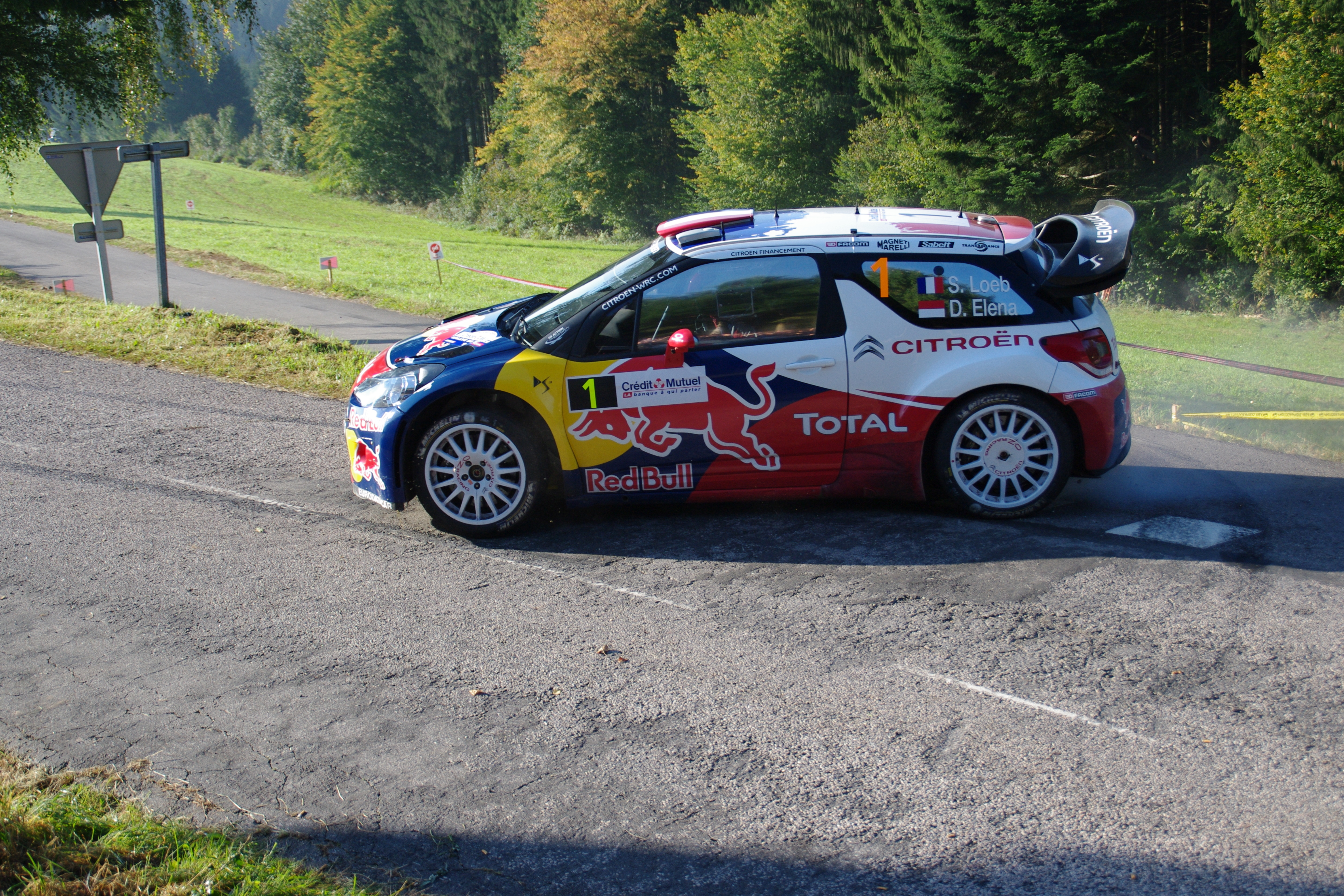
Sébastien LOEB / Daniel ELENA quelques kilomètres avant leur abandon dans l'ES3 - Pays d'Ormont

L'ES2, Ungersberg 1, est disputée à partir de 8 h 14 et fait 15,45 km. Les routes empruntées sont majoritairement sèches et légèrement glissantes en sous-bois. Un grand nombre des piquets installés dans les cordes pour empêcher les pilotes de trop couper les virages « sont soit couchés ou ont disparu », de sorte que les pilotes n'ont plus de repères et ne peuvent plus se fier aux notes prises lors des reconnaissances. Sébastien Ogier s'adjuge la spéciale en 9 min 3,5 s, devant Daniel Sordo sur la Mini WRC et Sébastien Loeb, qui reste premier au général avec 0,1 s d'avance sur Ogier et 5,3 s sur Latvala. Østberg rétrograde à la huitième place en raison d'une voiture réglée trop basse qui n'est pas adaptée à la partie bosselée en fin de spéciale. Räikkönen est neuvième à l'issue de l'ES2 mais, sur le parcours de liaison non chronometré suivant, percute la Ford WRT d'Henning Solberg et abandonne pour cause de suspension cassée,,.
La spéciale suivante, Pays d'Ormont 1, est la plus longue du rallye avec 36 km. Du gravier est présent par endroits, et la fin de spéciale comporte des plaques d'humidité. Le leader Sébastien Loeb est victime d'un problème mécanique en fin de parcours. Il doit abandonner à cause d'une pression d'huile défectueuse sur son moteur. Cette casse moteur, la première sur une Citroën WRC depuis 2004, est due selon le patron de l'écurie Olivier Quesnel à « une erreur de montage sur un moteur neuf ». La spéciale est remportée par Ogier en 19 min 26,7 s, qui devient le nouveau leader du rallye devant Petter Solberg à 6,5 s et Sordo à 11,5 s. Le Britannique Kris Meeke sur Mini WRC remonte à la quatrième place avec 26,3 s de retard sur Ogier, les autres pilotes étant à plus de 45 secondes. Les deux pilotes de l'écurie Ford WRT, Hirvonen et Latvala, perdent respectivement 49,6 s et 1 min 22,4 s sur des sorties de route : Hirvonen commet une erreur en début de spéciale et Latvala « paye son choix de pneus tendres » en sortant en fin de spéciale,,.
La dernière spéciale de la matinée est l'ES4, Salm 1. Les 13,06 km chronométrés sont parcourus sur une route principalement sèche, par endroits glissante dans les sous-bois, et par un temps beau et frais. Jari-Matti Latvala se resaissit après ses déboires dans l'ES3. Il réussit le meilleur temps en 7 min 3,1 s en tirant profit de ses pneus tendres : « je n’ai toujours pas digéré mon erreur dans la spéciale précédente. Le choix des gommes tendres était excellent pour ce chrono. » Latvala remonte ainsi de la neuvième à la septième place au classement général mais reste loin - à plus de 1 min 10 s - du trio de tête Ogier-Solberg-Sordo. Une surprise de cette spéciale est le deuxième temps de l'Espagnol Sordo juste derrière Latvala. Le pilote Mini se rapproche ainsi à peine 6,6 s de Sébastien Ogier, se réjouissant de sa « très bonne matinée » sans rencontrer de problème et au volant d'une voiture bien réglée,,.

#### Deuxième passage, ES5-ES8
Les quatre spéciales de la matinée sont également au programme de l'après-midi de la première étape. L'ES5, Klevener 2, débute à 13 h 23 par un temps « beau et chaud ». Le revêtement est sec et propre et du gravier est présent sur quelques parties du parcours. Le leader Sébastien Ogier réalise le temps scratch en 5 min 42,7 s, soit une seconde de plus que Sébastien Loeb le matin. Il devance de 2 s ses poursuivants Petter Solberg et Dani Sordo ainsi que sur Jari-Matti Latvala. À l'issue de la spéciale, la trappe de toit de la Citroën DS3 WRC d'Ogier est arrachée. Solberg est lui satisfait de sa prestation alors que Sordo déclare : « Je n’aime pas trop cette spéciale, je ne la sens pas ». Kris Meeke, qui perd 6 s sur Ogier, est déçu par son temps sur une route qui exige un pilotage « très propre ». Mads Østberg apprécie le parcours et souligne que même les cordes des virages sont asphaltées, ce qui permet « d’aller vite et d’être précis dans son pilotage ». Les dix premiers pilotes au classement général maintiennent leur position respective,,.
Le début de l'ES6, Ungersberg 2, est marquée par l'abandon définitif de Sébastien Loeb du rallye. La spéciale démarre à 13 h 49 sous une température de 25 °C et avec une route sèche, certaines parties du parcours restant très glissantes. Le revêtement est sensiblement plus sale que lors de la spéciale ES 2 disputée le matin même, ce qui amène Sébastien Ogier à rester prudent. Ogier perd presque trois secondes sur Petter Solberg et Dani Sordo, vainqueurs de la spéciale dans le même temps de 9 min 4,9 s. Ceux-ci reviennent au classement général à 5,0 et 6,2 s d'Ogier. La Citroën DS3 WRC de Petter Solberg subit avant la spéciale quelques modifications qui s'avèrent bénéfiques, la voiture marchant « maintenant très bien » aux dires du pilote. Hirvonen rencontre des difficultés avec sa Ford Fiesta RS WRC qui survire beaucoup. Il parvient néanmoins à ravire la cinquième place provisoire à Østberg à 1 min 5,3 s du leader. Peter Van Merksteijn Jr. sort de la route en fin de spéciale : l'équipage n'est pas blessé mais leur DS3 WRC termine sa course sur le toit. Cet accident oblige Ken Block et Kris Meeke à ralentir sur la fin du parcours,,.

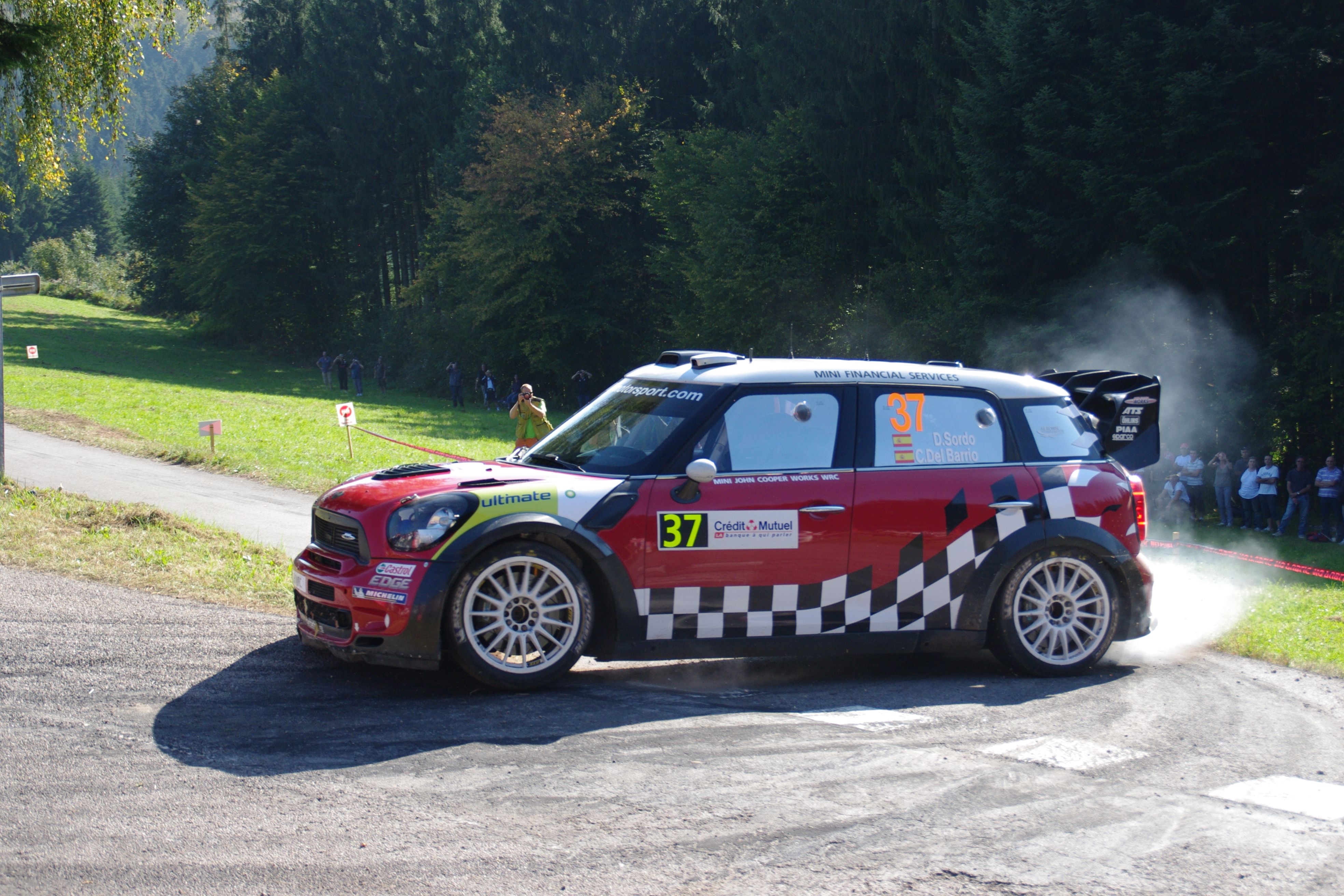
La Mini WRC de Dani SORDO / Carlos DEL BARRIO leaders de la première étape

Le deuxième passage dans Pays d'Ormont constitue l'ES7. Les 36 km de la spéciale sont parcourus par un temps chaud. Les routes empruntées comportent beaucoup plus de terre et de graviers que lors du premier passage matinal. Le Norvégien Petter Solberg, qui annonce avant la spéciale vouloir réaliser un bon temps et se rapprocher de la tête du rallye, obtient le meilleur temps en 19 min 33,4 s. Il est très content du comportement de sa voiture : « L’auto était parfaite. J’ai donc pu sortir la grosse attaque. » Solberg devance Jari-Matti Latvala de 0,3 s, Dani Sordo de 1 s et Sébastien Ogier de 7,6 s. Le podium provisoire du rallye est modifié, Solbert devançant maintenant Ogier et Sordo. Latvala est satisfait d'avoir retrouvé un pilotage efficace sur un revêtement asphalte et remonte à la cinquième place au classement général en doublant son coéquipier Mikko Hirvonen, lequel veut rouler prudemment pour éviter une crevaison mais est malgré tout auteur d'une sortie de route. Mads Østberg perd beaucoup de temps et recule à la huitième place au général à cause d'une crevaison qui l'oblige à rouler sur une jante sur le dernier quart de la spéciale,,.
La dernière spéciale de la première étape est l'ES8, Salm 2. Comme pour les autres spéciales de l'après-midi, la route est plus sale que lors du premier passage dans l'ES4 à cause de terre et gravier ramenés sur la route par les pilotes. L'Espagnol Dani Sordo remporte son deuxième temps scratch après l'ES6. Son temps de 7 min 3,8 s lui permet de se hisser à la première place provisoire du rallye. Petter Solberg perd 4,0 s sur cette spéciale à la suite d'une erreur dans un virage et se retrouve deuxième au classement général à 1,0 s de Sordo. Sébastien Ogier, qui se plaint d'une perte de puissance moteur, est troisième de la spéciale et conserve sa troisième place sur l'ensemble du rallye à 2,8 s du nouveau leader. Le deuxième de l'ES8 est Latvala, qui se rapproche au général à moins de 20 s du quatrième Kris Meeke, victime d'un tête à queue en début de spéciale. Le reste du top 10 est inchangé avec dans l'ordre Mikko Hirvonen, Armindo Araújo, Mads Østberg, Dennis Kuipers (en) et Henning Solberg,,.

#### Classement provisoire du rallye
L'Espagnol Dani Sordo est le plus rapide de la première étape du vendredi 30 septembre 2011. Il réalise un temps de 1 h 23 min 2,1 s sur sa Mini John Cooper Works WRC. La Citroën DS3 WRC privée de Petter Solberg et la Citroën DS3 WRC officielle de Sébastien Ogier suivent dans un mouchoir de poche à moins de trois secondes. Kris Meeke est à 54,5 s sur sa Mini John Cooper Works WRC privée. Les Ford Fiesta RS WRC de Jari-Matti Latvala et de Mikko Hirvonen sont distancées à plus d'une minute du leader,.
| Rang | Pilote              | Voiture                    | Temps / écart    |
| ---- | ------------------- | -------------------------- | ---------------- |
| 1    | Dani Sordo          | Mini John Cooper Works WRC | 1 h 23 min 2 s 1 |
| 2    | Petter Solberg      | Citroën DS3 WRC            | à 1 s 0          |
| 3    | Sébastien Ogier     | Citroën DS3 WRC            | à 2 s 8          |
| 4    | Kris Meeke          | Mini John Cooper Works WRC | à 54 s 5         |
| 5    | Jari-Matti Latvala  | Ford Fiesta RS WRC         | à 1 min 13 s 7   |
| 6    | Mikko Hirvonen      | Ford Fiesta RS WRC         | à 1 min 20 s 6   |
| 7    | Armindo Araújo      | Mini John Cooper Works WRC | à 2 min 23 s 1   |
| 8    | Mads Østberg        | Ford Fiesta RS WRC         | à 2 min 36 s 8   |
| 9    | Dennis Kuipers (en) | Ford Fiesta RS WRC         | à 2 min 46 s 8   |
| 10   | Henning Solberg     | Ford Fiesta RS WRC         | à 3 min 18 s 0   |

### Deuxième étape - Ogier à l'attaque, Sordo reste au contact

#### Premier passage, ES9-ES12
La deuxième étape débute le samedi matin avec l'épreuve spéciale 9 nommée Hohlandsbourg 1. Celle-ci est parcourue par les concurrents sur une route propre par un temps sec. Sébastien Ogier est le plus rapide en parcourant les 9,87 km en 5 min 19,6 s. Les écarts entre les trois premiers du classement général sont infimes puisque Dani Sordo n'a plus que 0,3 s d'avance sur Petter Solberg et 0,8 s sur Sébastien Ogier. Petter Solberg se plaint d'un léger sous-virage de sa Citroën DS3 WRC alors que Sébastien Ogier, inquiet la veille quant à l'état de son moteur, a à nouveau pleinement confiance en sa voiture : « Hier soir, l’équipe a inspecté la voiture et rien d’anormal n’a été décelé, sinon un petit réglage à effectuer au niveau des freins arrière. D’autre part, c’est probablement le fait d’avoir perdu la trappe d’aération de toit qui m’a laissé croire qu’il y avait une odeur anormale d’essence dans l’habitacle. Mais bon, rien de suspect en fin de compte et c’est tant mieux. » Le Britannique Kris Meeke, qui termine la spéciale avec les freins en feu, garde sa quatrième place provisoire à moins d'une minute du leader devant Jari-Matti Latvala, mécontent de son pilotage trop prudent,,.
La spéciale suivante, Firstplan 1, a lieu par beau temps et le revêtement est sec. Elle est longue de 16,50 km, les deux premiers kilomètres passant à travers des vignobles et la partie finale est en descente et rapide. Si Petter Solberg regrette d'avoir commis quelques fautes, il remporte néanmoins sa troisième spéciale quelques dixièmes de seconde devant ses principaux adversaires Sébastien Ogier, qui a « du mal à prendre tous les risques », et Dani Sordo, qui finit très fort les derniers kilomètres en descente, au terme de ce qu'il qualifie de « fantastique bagarre ». Cette victoire donne au Norvégien la tête du classement devant Sordo et Ogier à 0,6 s 1,1 s. Kris Meeke se maintient à la quatrième place malgré un problème de notes, devant Jari-Matti Latvala et Mikko Hirvonen, ce dernier avouant ne pas être dans le rythme. Armindo Araújo est le seul parmi les dix premiers à rétrograder dans la hiérarchie, passant de la septième à la neuvième place provisoire : sa Mini John Cooper Works WRC privée termine sur une jante après une crevaison. Nasser Al-Attiyah est quant à lui contraint d'abandonner la course à la suite de la casse de la pédale d'accélérateur de sa Ford Fiesta S2000,,.
Le départ de l'ES11 est donné à 9 h 11, soit une demi-heure après le départ de l'ES10. Cette longue spéciale de plus de 22 km est parcourue dans la vallée de Munster. Petter Solberg, qui mène alors le rallye, subit une crevaison survenue à quelques kilomètres de l'arrivée. S'il ne sait pas quand et comment celle-ci s'est produit, il termine néanmoins la spéciale avec un pneu avant droit en lambeaux, perdant au passage plus de quarante secondes sur ses deux principaux rivaux. Sébastien Ogier, qui roule prudemment en raison de nombreux passages humides, remporte la spéciale et devient le nouveau leader 3,3 s devant l'Espagnol Dani Sordo, lequel prévoit de maintenir la pression sur Ogier et d'« essayer d'attaquer pour la victoire ». Jari-Matti Latvala continue de se rapprocher de la quatrième place en revenant à huit secondes de Kris Meeke. Evgeny Novikov, onzième avant l'ES11, reste « immobilisé dans la dernière partie de la spéciale suite à une touchette ». Le douzième Ken Block perd également du temps sur une crevaison consécutive à un choc avec un piquet de balisage. Pierre Campana, dans un bon rythme, gagne deux places et prend la onzième place de Novikov,,.

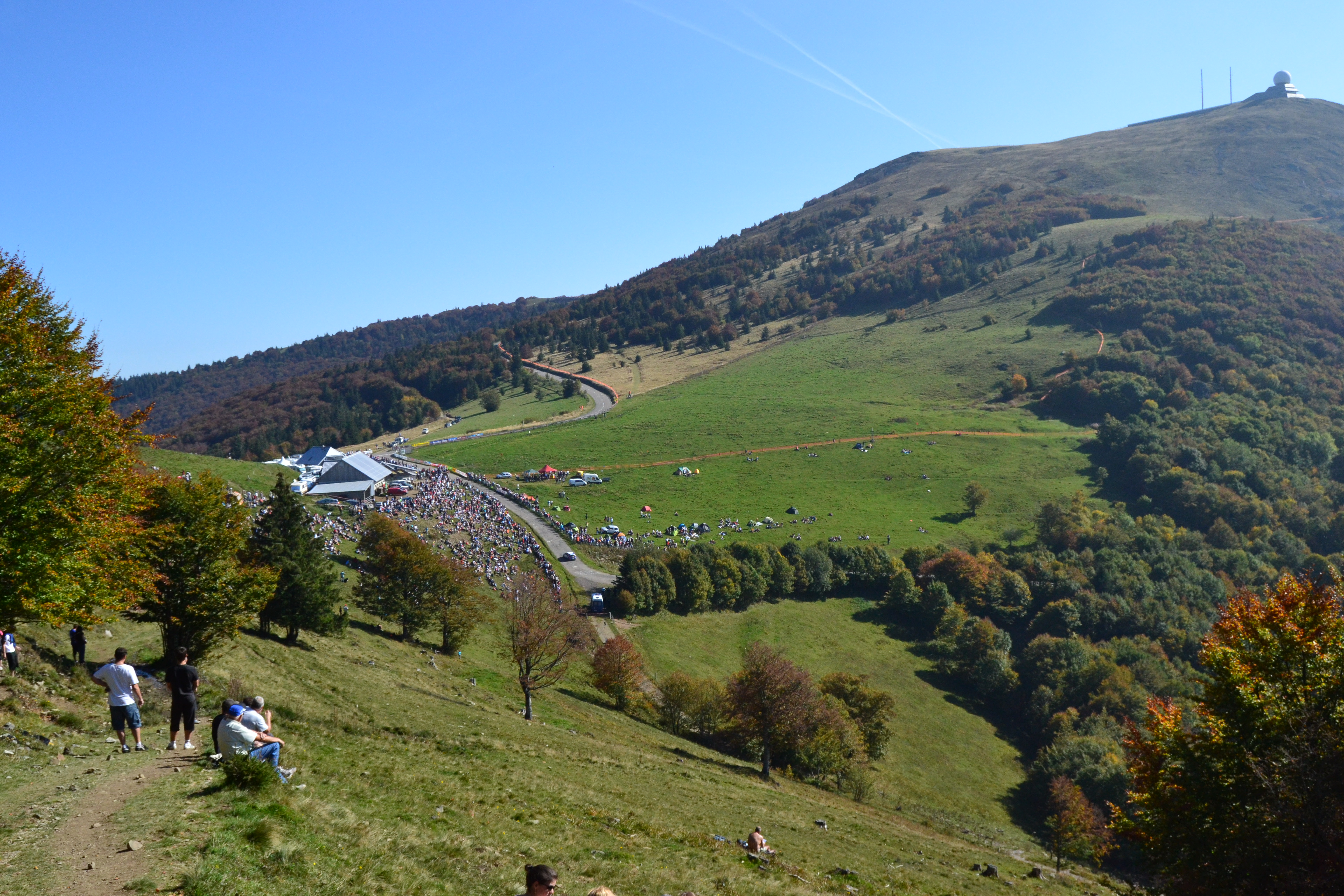
Passage par le Grand Ballon dans la spéciale ES12

La dernière spéciale de la matinée, Grand Ballon 1, est parcourue sur un revêtement sec comportant quelques passages humides dans les derniers kilomètres. Le plus rapide est Dani Sordo, qui ne commet pas de faute et se félicite du très bon comportement de sa voiture, laquelle ne manque selon lui que d'un peu de puissance supplémentaire. Il reprend la tête du classement général en devançant Sébastien Ogier de 0,2 s. Petter Solberg signe le deuxième temps de la spéciale à 2,9 s de Sordo et se rapproche au classement général à 40,9 s du nouveau leader. Le troisième de l'ES est Jari-Matti Latvala, qui n'est toutefois pas satisfait de sa performance. Ce temps lui permet de prendre la quatrième place provisoire à Kris Meeke qui commet une petite erreur : « J'ai raté un freinage dans une épingle dans la descente. J'ai été obligé de la négocier au frein à main dans l'échappatoire. » Mads Østberg perd plus de deux minutes et rétrograde la septième à la dixième place : victime d'une crevaison lente à l'avant droit dès le départ de la spéciale, il doit finalement s'arrêter et changer la roue,,.

#### Deuxième passage, ES13-ES17
Les cinq spéciales de l'après-midi de la deuxième journée sont disputées sur les quatre parcours de la matinée (ES13-ES16) et dans la ville de Mulhouse (ES17). L'ES13 Hohlandsbourg 2 démarre à 13 h 02. La route est beaucoup plus piégeuse que le matin car le premier passage a amené de la poussière et des gravillons notamment dans les virages. Sébastien Ogier et Petter Solberg sont les plus rapides ex æquo. Ils devancent Jari-Matti Latvala d'une seconde et Dani Sordo d'un peu plus d'une seconde. Ogier repasse en tête du classement général avec une avance minime de 0,9 s sur Sordo. Kris Meeke, cinquième avant la spéciale, est victime d'une sortie de route dans les premiers kilomètres du parcours à la suite d'un tête-à-queue et doit abandonner la course. Mikko Hirvonen, qui ne prend pas de risque pour finir le rallye et prendre de précieux points au championnat du monde, récupère ainsi la cinquième place à près de deux minutes des leaders. Mads Østberg, pilote de l'écurie M-Sport Stobart Ford WRT, sort de la route et rétrograde au onzième rang au classement général alors que Pierre Campana intègre pour la première fois le top 10 à la neuvième place,,.

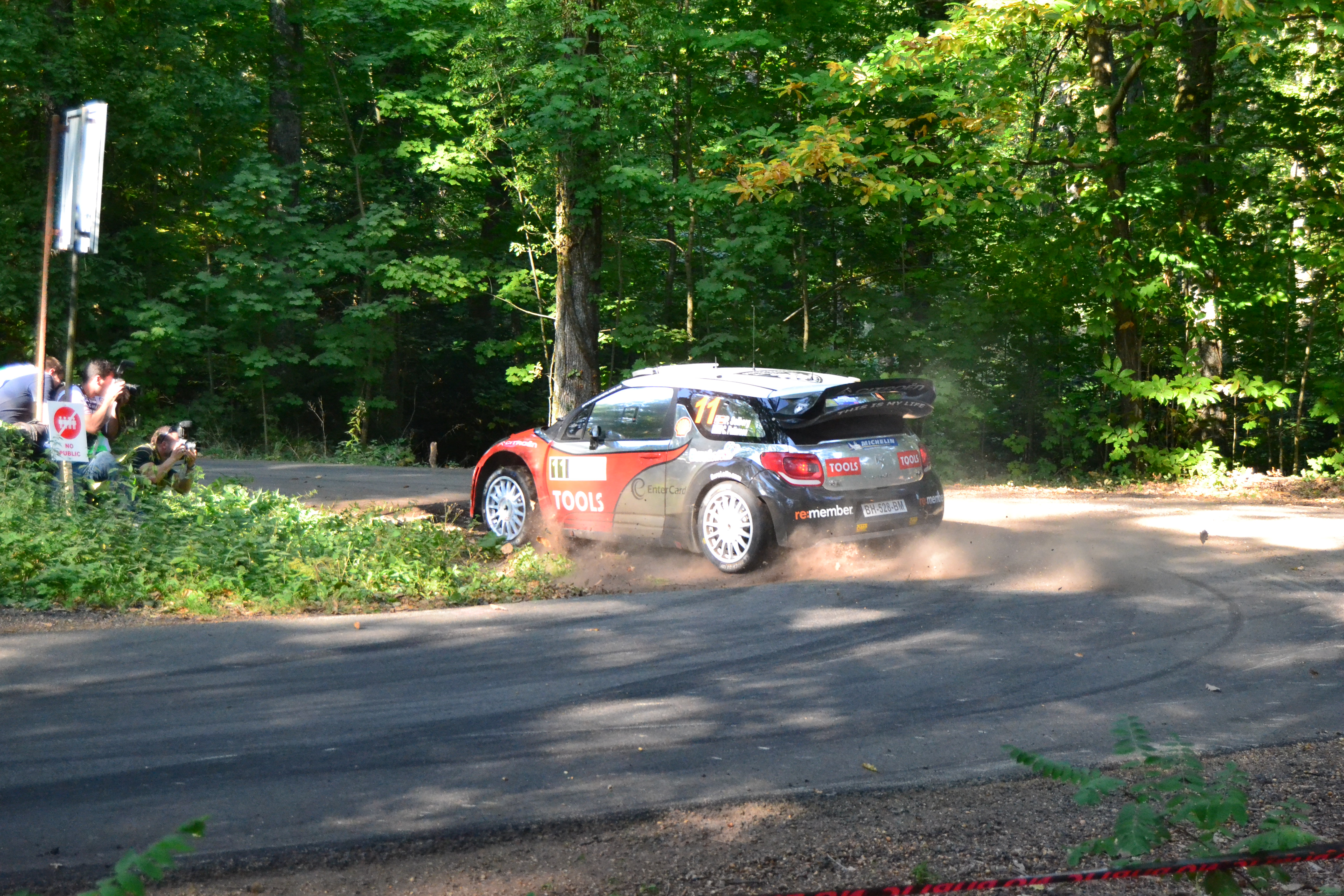
Petter Solberg, troisième dans l'ES 16 Grand Ballon 2

ES14
,,.
ES15
,,,
ES16
,,.
ES17
,,.

#### Classement provisoire du rallye
| Rang | Pilote              | Voiture                    | Temps / écart     |
| ---- | ------------------- | -------------------------- | ----------------- |
| 1    | Sébastien Ogier     | Citroën DS3 WRC            | 2 h 42 min 24 s 3 |
| 2    | Dani Sordo          | Mini John Cooper Works WRC | à 9 s 5           |
| 3    | Petter Solberg      | Citroën DS3 WRC            | à 51 s 9          |
| 4    | Jari-Matti Latvala  | Ford Fiesta RS WRC         | à 1 min 36 s 4    |
| 5    | Mikko Hirvonen      | Ford Fiesta RS WRC         | à 3 min 01 s 0    |
| 6    | Dennis Kuipers (en) | Ford Fiesta RS WRC         | à 5 min 59 s 3    |
| 7    | Armindo Araújo      | Mini John Cooper Works WRC | à 6 min 08 s 8    |
| 8    | Henning Solberg     | Ford Fiesta RS WRC         | à 6 min 25 s 6    |
| 9    | Mads Østberg        | Ford Fiesta RS WRC         | à 7 min 16 s 4    |
| 10   | Pierre Campana      | Mini John Cooper Works WRC | à 7 min 44 s 2    |

### Troisième étape - Victoire d'Ogier, championnat relancé

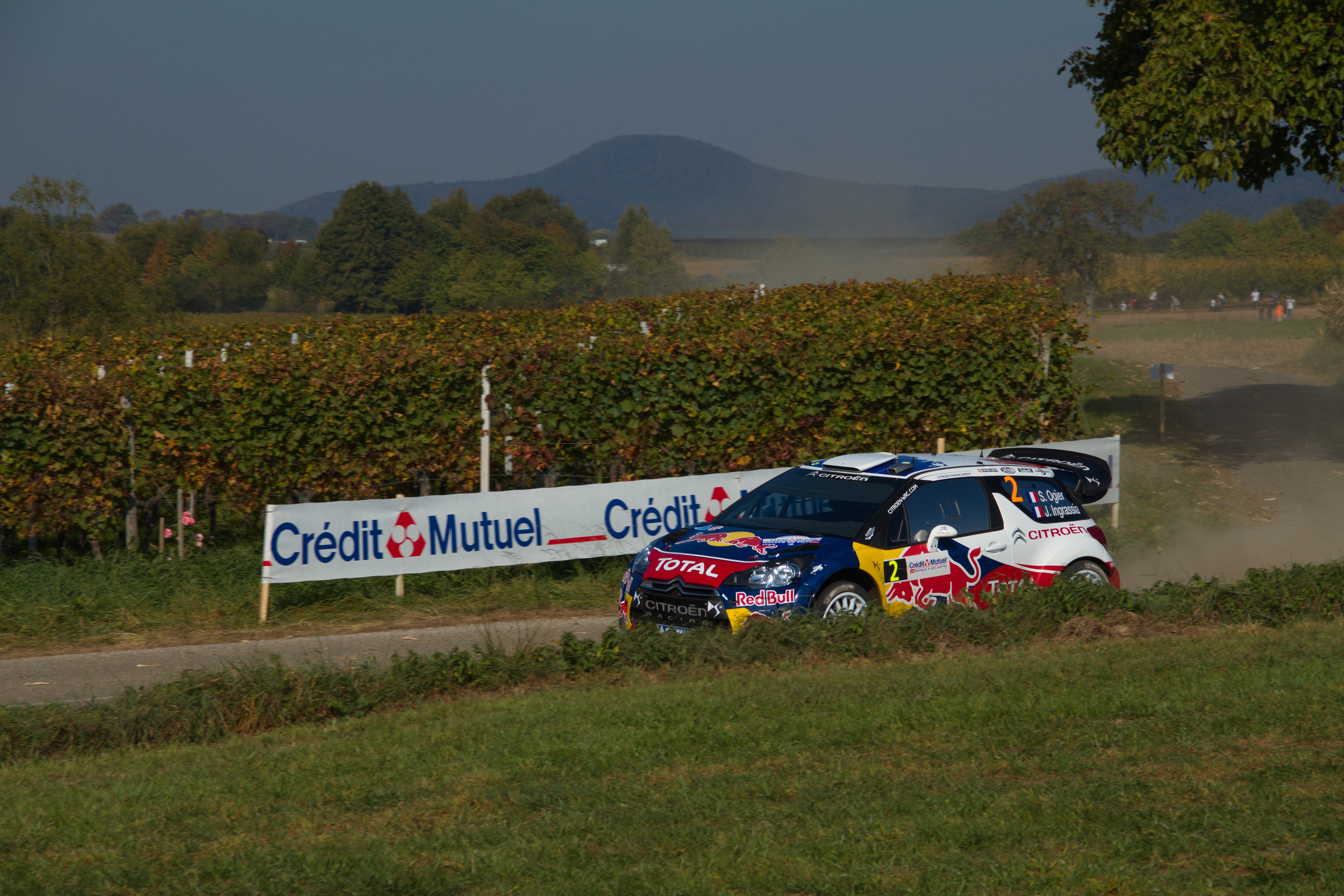
Sébastien Ogier dans l'ES22 Cleebourg 2

,

,

ES 18
,
.
ES 19
,
.
ES 20
,
.
ES 21
,
.
ES 22
,
.
ES 23
,
.

## Résultats et statistiques

### Classement final
| Rang              | Pilote              | Copilote            | No                | Voiture                    | Écurie                   | Temps             | Écart             | Points            |
| Toutes catégories | Toutes catégories   | Toutes catégories   | Toutes catégories | Toutes catégories          | Toutes catégories        | Toutes catégories | Toutes catégories | Toutes catégories |
| ----------------- | ------------------- | ------------------- | ----------------- | -------------------------- | ------------------------ | ----------------- | ----------------- | ----------------- |
| 1                 | Sébastien Ogier     | Julien Ingrassia    | 2                 | Citroën DS3 WRC            | Citroën Total WRT        | 3 h 06 min 20 s 4 | -                 | 26=25+1           |
| 2                 | Dani Sordo          | Carlos Del Barrio   | 37                | Mini John Cooper Works WRC | Mini WRT                 | 3 h 06 min 26 s 7 | 6 s 3             | 20=18+2           |
| 3                 | Mikko Hirvonen      | Jarmo Lehtinen      | 3                 | Ford Fiesta RS WRC         | Ford Abu Dhabi WRT       | 3 h 09 min 47 s 0 | 3 min 26 s 6      | 15                |
| 4                 | Jari-Matti Latvala  | Miikka Anttila      | 4                 | Ford Fiesta RS WRC         | Ford Abu Dhabi WRT       | 3 h 09 min 50 s 7 | 3 min 30 s 3      | 15=12+3           |
| 5                 | Dennis Kuipers (en) | Frédéric Miclotte   | 9                 | Ford Fiesta RS WRC         | FERM Powertools WRT      | 3 h 13 min 12 s 4 | 6 min 42 s 0      | 10                |
| 6                 | Henning Solberg     | Ilka Minor          | 15                | Ford Fiesta RS WRC         | M-Sport Stobart Ford WRT | 3 h 13 min 28 s 7 | 7 min 08 s 3      | 8                 |
| 7                 | Mads Østberg        | Jonas Andersson     | 6                 | Ford Fiesta RS WRC         | M-Sport Stobart Ford WRT | 3 h 14 min 18 s 7 | 7 min 58 s 3      | 6                 |
| 8                 | Ken Block           | Alex Gelsomino      | 43                | Ford Fiesta RS WRC         | Monster World Rally Team | 3 h 14 min 45 s 9 | 8 min 25 s 5      | 4                 |
| 9                 | Pierre Campana      | Sabrina De Castelli | 55                | Mini John Cooper Works WRC | Équipe de France FFSA    | 3 h 14 min 59 s 1 | 8 min 38 s 7      | 2                 |
| 10                | Matthew Wilson      | Scott Martin        | 5                 | Ford Fiesta RS WRC         | M-Sport Stobart Ford WRT | 3 h 16 min 21 s 2 | 10 min 00 s 8     | 1                 |
| SWRC              |                     |                     |                   |                            |                          |                   |                   |                   |
| 1 (11)            | Ott Tänak           | Kuldar Sikk         |                   | Ford Fiesta S2000          |                          | 3 h 17 min 52 s 1 | -                 | 25                |

### Spéciales chronométrées
| Étape            | Spéciale | Heure   | Nom                 | Distance | Vainqueur                 | Temps         | Vitesse  | Leader          |
| ---------------- | -------- | ------- | ------------------- | -------- | ------------------------- | ------------- | -------- | --------------- |
| 1 (30 septembre) | ES1      | 07 h 48 | Klevener 1          | 9,68 km  | Sébastien Loeb            | 5 min 41 s 7  | 102 km/h | Sébastien Loeb  |
| 1 (30 septembre) | ES2      | 08 h 14 | Ungersberg 1        | 15,45 km | Sébastien Ogier           | 9 min 03 s 5  | 102 km/h | Sébastien Loeb  |
| 1 (30 septembre) | ES3      | 09 h 19 | Pays d'Ormont 1     | 36,00 km | Sébastien Ogier           | 19 min 26 s 7 | 111 km/h | Sébastien Ogier |
| 1 (30 septembre) | ES4      | 10 h 12 | Salm 1              | 13,06 km | Jari-Matti Latvala        | 7 min 03 s 1  | 111 km/h | Sébastien Ogier |
| 1 (30 septembre) | ES5      | 13 h 23 | Klevener 2          | 9,68 km  | Sébastien Ogier           | 5 min 42 s 7  | 102 km/h | Sébastien Ogier |
| 1 (30 septembre) | ES6      | 13 h 49 | Ungersberg 2        | 15,45 km | Petter Solberg Dani Sordo | 9 min 04 s 9  | 102 km/h | Sébastien Ogier |
| 1 (30 septembre) | ES7      | 14 h 54 | Pays d'Ormont 2     | 36,00 km | Petter Solberg            | 19 min 33 s 4 | 110 km/h | Petter Solberg  |
| 1 (30 septembre) | ES8      | 15 h 47 | Salm 2              | 13,06 km | Dani Sordo                | 7 min 03 s 8  | 111 km/h | Dani Sordo      |
| 2 (1er octobre)  | ES9      | 08 h 23 | Hohlandsbourg 1     | 9,87 km  | Sébastien Ogier           | 5 min 19 s 6  | 111 km/h | Dani Sordo      |
| 2 (1er octobre)  | ES10     | 08 h 41 | Firstplan 1         | 16,50 km | Petter Solberg            | 8 min 18 s 0  | 119 km/h | Petter Solberg  |
| 2 (1er octobre)  | ES11     | 09 h 10 | Vallée de Munster 1 | 22,26 km | Sébastien Ogier           | 11 min 15 s 0 | 119 km/h | Sébastien Ogier |
| 2 (1er octobre)  | ES12     | 10 h 33 | Grand Ballon 1      | 24,02 km | Dani Sordo                | 13 min 28 s 1 | 107 km/h | Dani Sordo      |
| 2 (1er octobre)  | ES13     | 13 h 02 | Hohlandsbourg 2     | 9,87 km  | Sébastien Ogier           | 5 min 24 s 4  | 110 km/h | Sébastien Ogier |
| 2 (1er octobre)  | ES14     | 13 h 20 | Firstplan 2         | 16,50 km | Sébastien Ogier           | 8 min 16 s 3  | 120 km/h | Sébastien Ogier |
| 2 (1er octobre)  | ES15     | 13 h 49 | Vallée de Munster 2 | 22,26 km | Sébastien Ogier           | 11 min 17 s 6 | 118 km/h | Sébastien Ogier |
| 2 (1er octobre)  | ES16     | 15 h 12 | Grand Ballon 2      | 24,02 km | Jari-Matti Latvala        | 13 min 31 s 5 | 107 km/h | Sébastien Ogier |
| 2 (1er octobre)  | ES17     | 16 h 56 | Mulhouse            | 3,09 km  | Sébastien Ogier           | 2 min 21 s 9  | 78 km/h  | Sébastien Ogier |
| 3 (2 octobre)    | ES18     | 07 h 18 | Bischwiller 1       | 5,52 km  | Jari-Matti Latvala        | 2 min 51 s 0  | 116 km/h | Sébastien Ogier |
| 3 (2 octobre)    | ES19     | 08 h 27 | Cleebourg 1         | 10,61 km | Dani Sordo                | 5 min 54 s 6  | 108 km/h | Sébastien Ogier |
| 3 (2 octobre)    | ES20     | 09 h 48 | Haguenau 1          | 4,2 km   | Jari-Matti Latvala        | 3 min 11 s 6  | 79 km/h  | Sébastien Ogier |
| 3 (2 octobre)    | ES21     | 10 h 18 | Bischwiller 2       | 5,52 km  | Jari-Matti Latvala        | 2 min 47 s 2  | 119 km/h | Sébastien Ogier |
| 3 (2 octobre)    | ES22     | 11 h 27 | Cleebourg 2         | 10,61 km | Sébastien Ogier           | 5 min 50 s 3  | 109 km/h | Sébastien Ogier |
| 3 (2 octobre)    | ES23     | 13 h 08 | Haguenau 2          | 4,2 km   | Jari-Matti Latvala        | 3 min 09 s 4  | 80 km/h  | Sébastien Ogier |

### Power Stage

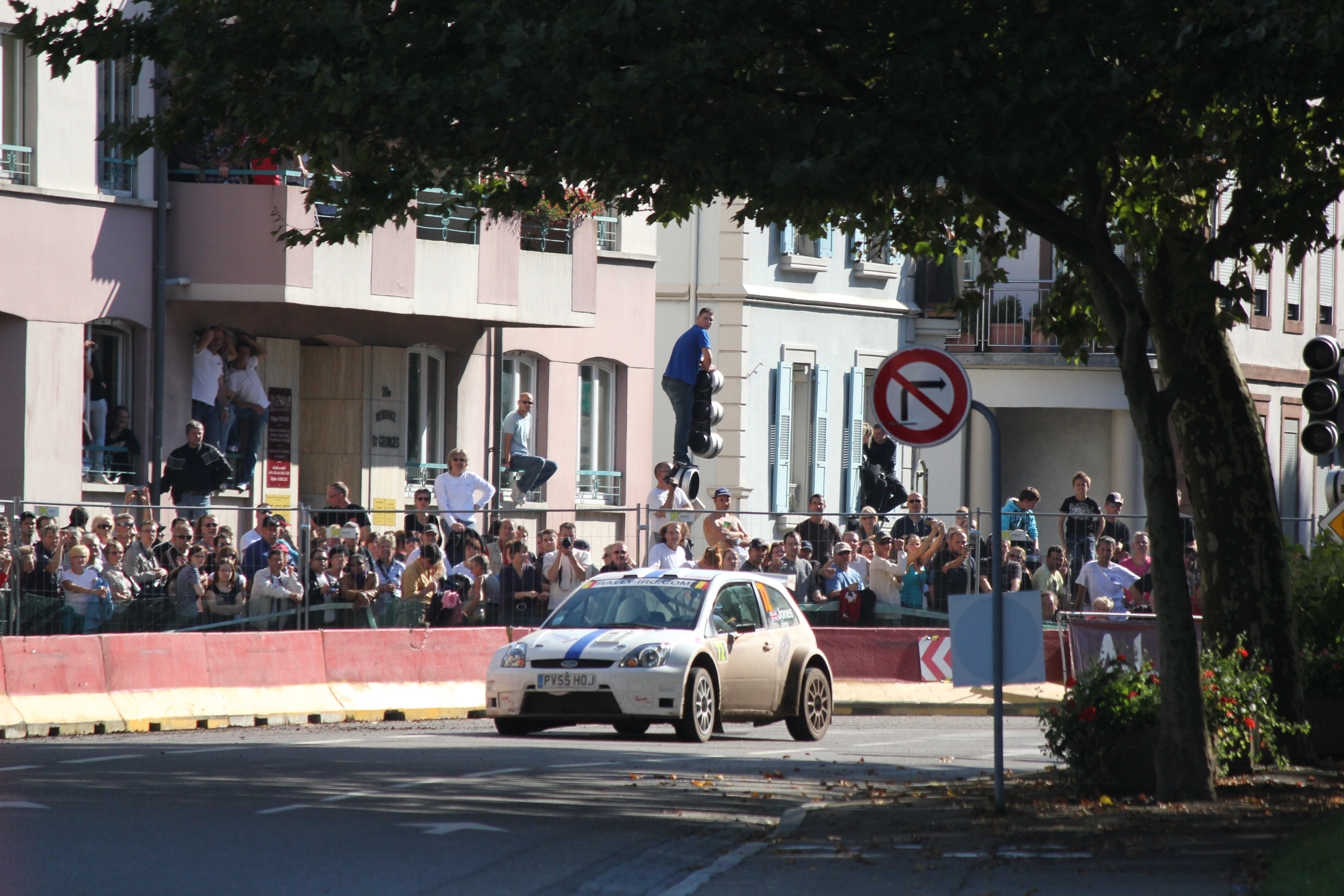
La Power Stage Haguenau 2, ici en 2010.

La Power Stage du rallye a lieu lors de la dernière spéciale chronométrée Haguenau 2. Longue de 4,2 km, son parcours est tracé dans les rues du centre-ville de Haguenau. Les trois pilotes les plus rapides dans cette spéciale remportent respectivement trois, deux et un points supplémentaires.
| Rang | Pilote             | Temps        | Écart | Vitesse moyenne | Point(s) |
| ---- | ------------------ | ------------ | ----- | --------------- | -------- |
| 1    | Jari-Matti Latvala | 3 min 09 s 4 |       | 79,83 km/h      | 3        |
| 2    | Daniel Sordo       | 3 min 11 s 5 | 2,1   | 78,96 km/h      | 2        |
| 3    | Sébastien Ogier    | 3 min 11 s 9 | 2,5   | 78,79 km/h      | 1        |

### Statistiques
Sur les 66 équipages inscrits au Rallye de France-Alsace, 34 terminent l'épreuve et sont présents au classement officiel final du rallye. 57 équipes sont encore classées à l'issue de la première étape, et 46 après la deuxième étape.

### Classements au championnat après l'épreuve

#### Classement des pilotes
Selon le système de points en vigueur, les dix premiers équipages remportent des points, soit 25 points pour le premier, puis 18 et 15 points pour les deuxième et troisième, et respectivement 12, 10, 8, 6, 4, 2 et 1 points pour les suivants.
| Rang | Pilote                | Rallyes | Rallyes | Rallyes | Rallyes | Rallyes | Rallyes | Rallyes | Rallyes | Rallyes | Rallyes | Rallyes | Rallyes | Rallyes | Total points |
| Rang | Pilote                | SUE     | MEX     | POR     | JOR     | ITA     | ARG     | GRE     | FIN     | GER     | AUS     | FRA     | ESP     | GBR     | Total points |
| ---- | --------------------- | ------- | ------- | ------- | ------- | ------- | ------- | ------- | ------- | ------- | ------- | ------- | ------- | ------- | ------------ |
| 1er  | Sébastien Loeb        | 102     | 272     | 213     | 161     | 261     | 261     | 202     | 25      | 213     | 43      | Ab.     | -       | -       | 196          |
| 2e   | Mikko Hirvonen        | 25      | 213     | 12      | 142     | 213     | 202     | 161     | 153     | 12      | 25      | 15      | -       | -       | 196          |
| 3e   | Sébastien Ogier       | 153     | Ab.     | 261     | 283     | 12      | 15      | 283     | 161     | 272     | 0       | 261     | -       | -       | 193          |
| 4e   | Jari-Matti Latvala    | 161     | 15      | 172     | 18      | 2       | 6       | 2       | 202     | 0       | 202     | 153     | -       | -       | 131          |
| 5e   | Petter Solberg        | 10      | 131     | 8       | Ab.     | 15      | 153     | 12      | 10      | 111     | 161     | Dq.     | -       | -       | 110          |
| 6e   | Mads Østberg          | 18      | 10      | 0       | 0       | 10      | 10      | 0       | -       | 0       | -       | 8       | -       | -       | 62           |
| 7e   | Matthew Wilson        | 2       | Ab.     | 10      | 10      | 2       | 4       | 8       | 4       | 0       | 12      | 1       | -       | -       | 53           |
| 8e   | Dani Sordo            | -       | -       | -       | -       | 8       | -       | -       | Ab.     | 15      | -       | 20 2    | -       | -       | 43           |
| 9e   | Henning Solberg       | Ab.     | 8       | 2       | 0       | Ab.     | -       | 10      | 6       | 6       | -       | 8       | -       | -       | 40           |
| 10e  | Kimi Räikkönen        | 4       | -       | 6       | 8       | -       | -       | 6       | 2       | 8       | -       | Ab.     | -       | -       | 34           |
| 11e  | Federico Villagra     | -       | 2       | 4       | 6       | 0       | 8       | Ab.     | -       | -       | -       | -       | -       | -       | 20           |
| 12e  | Khalid Al Qassimi     | 1       | -       | 0       | 4       | 0       | -       | -       | 0       | -       | 10      | 0       | -       | -       | 15           |
| 13e  | Dennis Kuipers (en)   | 0       | Ab.     | 1       | 2       | Ab.     | -       | 1       | 0       | 1       | -       | 10      | -       | -       | 15           |
| 14e  | Juho Hänninen         | -       | 4       | -       | -       | 4       | -       | 4       | 1       | 0       | -       | 0       | -       | -       | 13           |
| 15e  | Hayden Paddon         | -       | -       | 0       | -       | -       | 2       | -       | 0       | -       | 8       | -       | -       | -       | 10           |
| 16e  | Martin Prokop         | 0       | 6       | -       | -       | 1       | -       | 0       | 0       | 0       | -       | 0       | -       | -       | 7            |
| 17e  | Ott Tänak             | -       | 1       | -       | -       | 6       | -       | Ab.     | 0       | 0       | -       | 0       | -       | -       | 7            |
| 18e  | Per-Gunnar Andersson  | 6       | -       | -       | -       | 0       | -       | -       | 0       | -       | -       | -       | -       | -       | 6            |
| 19e  | Michał Kościuszko     | -       | -       | 0       | -       | -       | 0       | -       | 0       | -       | 6       | -       | -       | -       | 6            |
| 20e  | Ken Block             | 0       | 0       | -       | -       | -       | 0       | -       | -       | 0       | 0       | 4       | -       | -       | 4            |
| 21e  | Armindo Araujo        | -       | -       | -       | -       | -       | -       | -       | -       | 4       | -       | -       | -       | -       | 4            |
| 22e  | Oleksandr Saliuk, Jr. | 0       | -       | 0       | -       | -       | -       | -       | -       | -       | 4       | -       | -       | -       | 4            |
| 23e  | Peter Van Merksteijn  | -       | -       | 0       | -       | -       | -       | -       | -       | 2       | 0       | -       | -       | -       | 2            |
| 24e  | Benito Guerra         | -       | 0       | 0       | -       | -       | 0       | -       | -       | 0       | 2       | -       | -       | -       | 2            |
| 25e  | Pierre Campana        | -       | -       | -       | -       | -       | -       | -       | -       | 0       | -       | 2       | -       | -       | 2            |
| 26e  | Bernardo Sousa (en)   | -       | -       | Ab.     | 1       | Ab.     | -       | 0       | 0       | 0       | -       | 0       | -       | -       | 1            |
| 27e  | Patrick Flodin        | Dq.     | -       | 0       | -       | 0       | 1       | -       | 0       | 0       | -       | -       | -       | -       | 1            |

| Couleur | Résultat                                                         |
| ------- | ---------------------------------------------------------------- |
| Or      | Vainqueur                                                        |
| Argent  | 2e place                                                         |
| Bronze  | 3e place                                                         |
| Vert    | Classé, dans les points                                          |
| Bleu    | Classé, hors des points Non classé (Nc.)                         |
| Mauve   | Abandon (Ab.) Retrait (Re.)                                      |
| Noir    | Disqualifié (Dq.)                                                |
| Blanc   | N'a pas pris le départ (Np.) Forfait (Forf.) Épreuve annulée (A) |
| Aucune  | N'a pas participé (-)                                            |

3, 2, 1 : y compris les 3, 2 et 1 points attribués aux trois premiers de la spéciale télévisée (power stage).

#### Classement des constructeurs
| Rang  | Équipe                    | Rallyes | Rallyes | Rallyes | Rallyes | Rallyes | Rallyes | Rallyes | Rallyes | Rallyes | Rallyes | Rallyes | Rallyes | Rallyes | Total points |
| Rang  | Équipe                    | SUE     | MEX     | POR     | JOR     | ITA     | ARG     | GRE     | FIN     | GER     | AUS     | FRA     | ESP     | GBR     | Total points |
| ----- | ------------------------- | ------- | ------- | ------- | ------- | ------- | ------- | ------- | ------- | ------- | ------- | ------- | ------- | ------- | ------------ |
| 1er   | Citroën Total WRT         | 22      | 25      | 43      | 40      | 37      | 40      | 43      | 40      | 43      | 14      | 25      | -       | -       | 372          |
| 2e    | Ford Abu Dhabi WRT        | 40      | 33      | 27      | 30      | 20      | 24      | 21      | 30      | 17      | 43      | 33      | -       | -       | 318          |
| 3e    | M-Sport Stobart Ford WRT  | 18      | 18      | 4       | 3       | 18      | 14      | 12      | 14      | 4       | 12      | 16      | -       | -       | 133          |
| 4e    | Petter Solberg WRT        | -       | 12      | 10      | 0       | 15      | 12      | 12      | 10      | 12      | 15      | 0       | -       | -       | 98           |
| 5e    | FERM Power Tools WRT      | 4       | 0       | 2       | 4       | 0       | -       | 4       | 2       | 6       | -       | 12      | -       | -       | 34           |
| 6e    | Team Abu Dhabi            | 6       | -       | 1       | 6       | 6       | -       | -       | 1       | -       | 10      | 4       | -       | -       | 34           |
| 7e    | Munchi's Ford WRT         | -       | 6       | 6       | 8       | 4       | 8       | -       | -       | -       | -       | -       | -       | -       | 32           |
| 8e    | Monster WRT               | 2       | 4       | 0       | -       | -       | 2       | -       | -       | 1       | 2       | 8       | -       | -       | 19           |
| 9e    | Van Merksteijn Motorsport | -       | -       | 0       | 0       | 0       | 0       | 0       | -       | 8       | 4       | -       | -       | -       | 12           |
| 10e   | Brazil WRT                | -       | -       | 0       | 0       | 1       | 0       | 0       | -       | 0       | -       | -       | -       | -       | 1            |
| 11e * | Ice 1 Racing              | 8       | -       | 8       | 10      | -       | -       | 8       | 4       | 10      | -       | -       | -       | -       | 48           |

* L'équipe Ice 1 Racing est exclu du championnat constructeur pour non-respect du règlement sportif du WRC. L'équipe doit participer aux rallyes qu'elle a désignés en début de saison. Elle a choisi sept épreuves, dont deux hors d'Europe, la Jordanie et l'Australie. Et en ne prenant pas le départ en Australie, l'équipe a donc contrevenu au règlement et elle ne marquera plus de points cette saison.

## Autour du rallye

### Suivi du rallye, succès populaire

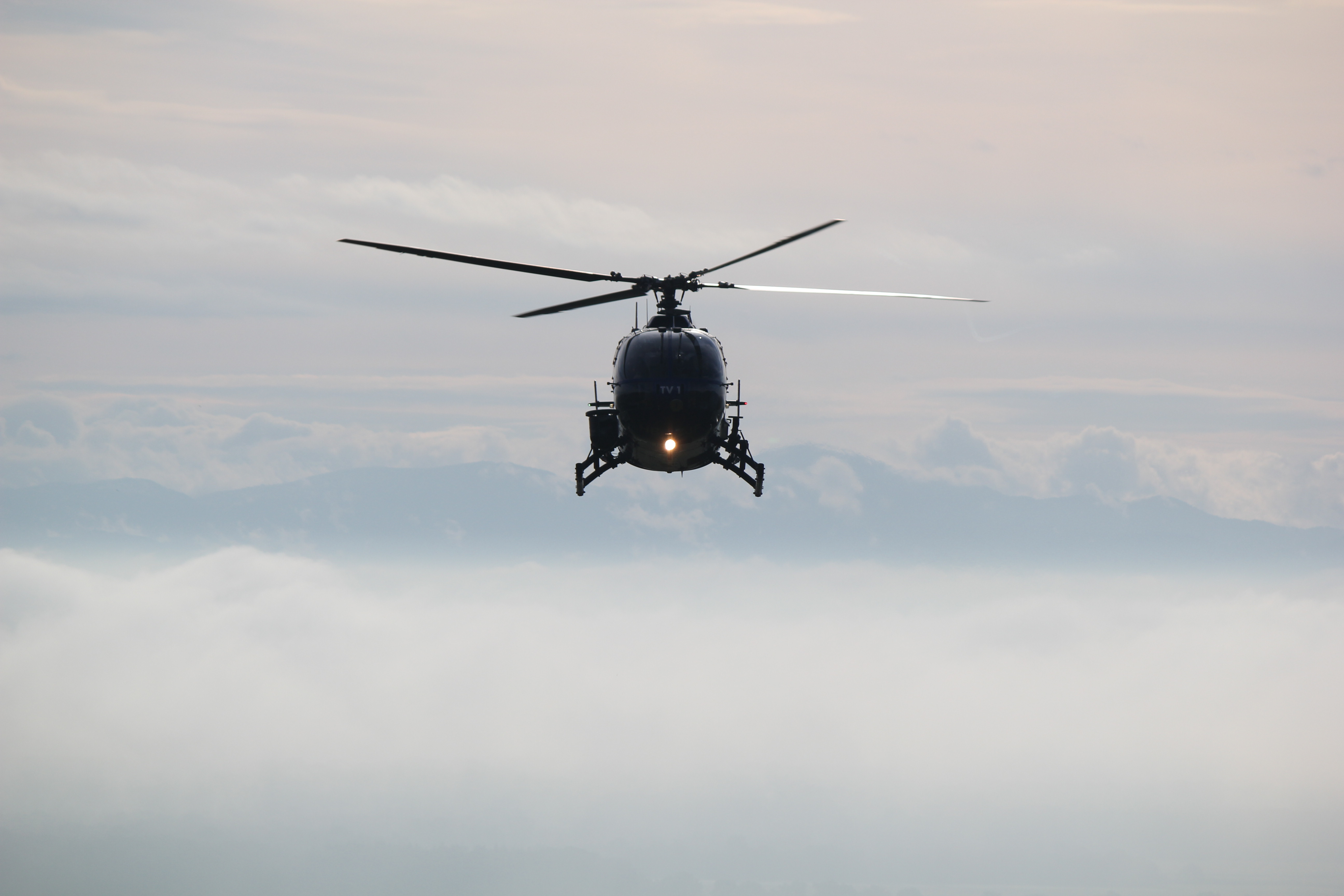
Hélicoptère filmant l'édition 2010 du Rallye de France-Alsace

Le nombre de spectateurs qui assistent au Rallye de France-Alsace 2011, tout d'abord évalué à plus de 200 000, est ensuite affiné à environ 215 000. La fréquentation est importante mais en baisse par rapport à l'épreuve 2010, l'abandon rapide du pilote alsacien Sébastien Loeb dès la troisième spéciale causant une chute du nombre de spectateurs estimée à 20 %,. Le président de la Fédération française du sport automobile (FFSA) estime qu'« une fois encore, le succès populaire était au rendez-vous ». L'édition 2010 du rallye avait quant à elle été suivie par plus de 250 000 spectateurs, le pilote Petter Solberg confiant avoir été « très impressionné par le nombre de spectateurs au bord des routes », et Sébastien Loeb n'ayant « jamais vu autant de monde sur un rallye ».
Le Rallye de France-Alsace 2011 est le premier rallye à être diffusé en direct sur Internet. Le promoteur du championnat du monde des rallyes inaugure ainsi la première Web TV permettant de suivre le déroulement des spéciales d'un rallye via les images transmises par deux hélicoptères et par des caméras embarquées installées dans douze voitures de trois constructeurs différents. Le dispositif mis en place est une réussite et il est décidé de l'étendre à d'autres épreuves du championnat du monde WRC 2012. Le rallye est présent également à la télévision et notamment sur les chaînes de télévision françaises qui montrent des résumés et comptes-rendus. La Power Stage de Haguenau est diffusée en direct sur la chaîne Orange sport,,

### Fin de la saison 2011

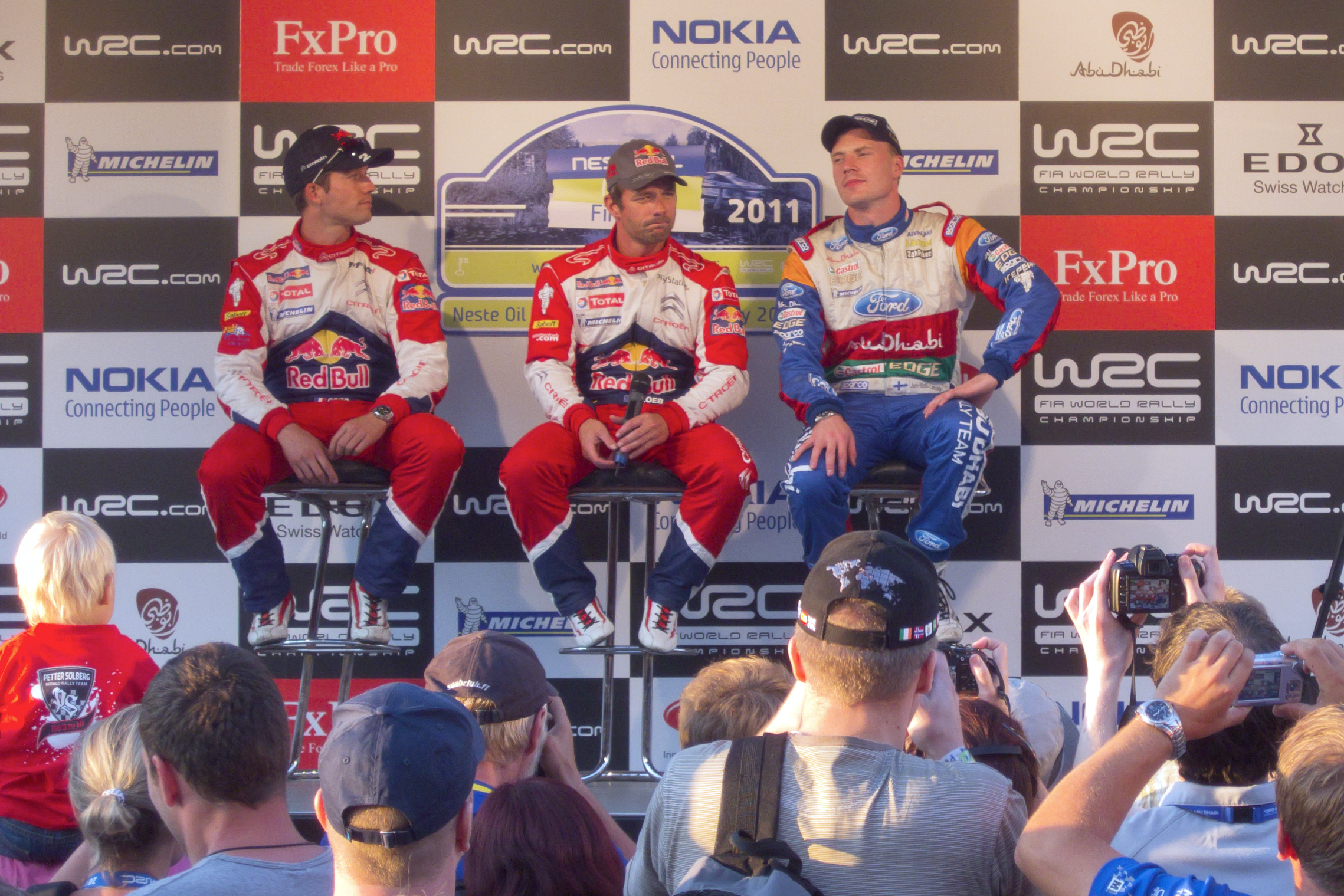
De gauche à droite : Ogier, Loeb et Latvala

Après le Rallye de France-Alsace, les positions au classement des pilotes se resserrent : Loeb et Hirvonen sont à égalité et Ogier les suit à trois points. L'écurie Citroën, qui jusqu'au Rallye d'Allemagne - neuvième manche de la saison - n'avait pas de hiérarchie entre ses pilotes, confirme que Loeb reste le leader de l'équipe et que Ogier reste le numéro 2,

### Pérennisation du Rallye de France-Alsace pour 2012 et 2013
Le calendrier du championnat du monde des rallyes 2012 comporte une manche française.
Accord pour l'organisation du rallye de France en Alsace en 2012 et 2013.